# Metin Çekmez
Metin Çekmez (Estambul, 26 de julio de 1945-Aydin, 25 de agosto de 2021) fue un actor turco. Apareció en más de veinte películas y numerosas telenovelas desde 1972.

## Filmografía

### Televisión
| Año       | Título                  | Personaje         | Notas            |
| --------- | ----------------------- | ----------------- | ---------------- |
| 2006-2009 | Las mil y una noches    | Burhan Evliyaoğlu | Elenco principal |
| 2011-2012 | El secreto de Feriha    | Rıza Yılmaz       | Elenco principal |
| 2013      | 20 Dakika               | Necmettin Solmaz  | Elenco principal |
| 2014-2015 | Kaderimin Yazıldığı Gün | Ziya Yörükhan     | Elenco principal |